# Apistobranchidae
Apistobranchidae é uma família de animais anelídeos poliquetas marinhos, que habitam desde águas superficiais da plataforma continental até o talude com mais de 3000 m de profundidade.  Eles se distinguem dos demais grupos de Spionida devido à presença de acículas, que auxiliam no suporte interno dos parapódios destes animais.

## Morfologia
Os apistobranquídeos são animais de cabeça inflada e restante do corpo cilíndrico. São brancos ou amarelados quando vivos. Possuem tamanho em torno de 12 mm de comprimento e 1 mm de largura, podendo ter até 90 segmentos.
Sendo do grupo dos anelídeos poliquetas, seu corpo possui três regiões principais: a cabeça, o tronco e o pigídio. A cabeça é formada por duas partes o prostômio, que é a mais anterior, e o peristômio, a mais posterior, onde fica a boca. O tronco é formado por vários segmentos repetidos. E o pigídio é a extremidade posterior, onde fica o ânus.
A cabeça dos apistobranquídeos é formada pelo prostômio e peristômio fundidos. Toda a região cefálica é densamente ciliada, com os cílios estendendo-se pelo corpo, da boca até perto do pigídio, formando uma faixa ciliar ventral. Os órgãos nucais são ciliados e laterais. Não há relato de olhos. Um par de palpos sulcados se localiza dorsalmente na cabeça e pode ser mais longo do que o corpo do animal. A boca é ventral, com um lábio inferior estriado, do qual pode emergir uma pequena probóscide saculiforme.
No tronco, todos os segmentos são relativamente uniformes, possuindo dimensões semelhantes. Apresentam parapódios, em geral, birremes. Os notopódios são menores do que os neuropódios e apresentam cerdas lisas e alongadas, que podem estar desgastadas devido ao contato com o sedimento. Todas as cerdas são simples, mas muitas vezes dão a impressão de serem compostas devido ao padrão de coloração e formato. Os parapódios possuem acículas, que servem de suporte interno, o que é uma característica rara nos poliquetas sedentários.
Sua parte posterior é frágil, sendo comum encontrar os animais fragmentados. Isso dificulta o estudo de sua morfologia e anatomia. Além disso, seus palpos, normalmente, são perdidos devido à grande contração durante a fixação.

## Hábitos & Reprodução
A biologia dos apistobranquídeos é pouco conhecida. Acredita-se que os palpos sejam usados na alimentação, a qual seria constituída de depósitos superficiais do sedimento. Entretanto, isso ainda não foi demonstrado.
Sua biologia reprodutiva também é, em grande parte, desconhecida. A morfologia dos ovos e espermatozoides sugerem fertilização externa e desenvolvimento planctônico, porém ainda não foram encontradas larvas desses animais.

## Diversidade
Há sete espécies descritas de apistobranquídeos mundialmente.
Entretanto, esses organismos não são tão raros quanto o número de espécies parece indicar, sendo comumente encontrados em sedimentos lamacentos da plataforma e talude continentais.
O grupo apresenta distribuição em diversas localidades, tais quais Europa, Estados Unidos, Japão, Oceano Pacífico e Ártico.
Na Antártida, onde os poliquetas correspondem ao táxon dominante da macrofauna bentônica, os apistobranquídeos são um dos grupos mais abundantes.
Até o momento, no Brasil há registro de apenas uma espécie, Apistobranchus typicus, no Rio de Janeiro.
Não são conhecidos fósseis de apistobranquídeos.

## Taxonomia & Filogenia
Atualmente, a família Apistobranchidae possui um único gênero, Apistobranchus, o qual contém todas espécies descritas. 

#### História taxonômica
Sua história taxonômica é confusa, havendo várias espécies com descrições muito sucintas e divergências em sua classificação. 
A primeira espécie descrita da família foi classificada como pertencente à família Orbiniidae, tendo as outras espécies do grupo sido alocadas em Chaetopteridae. Posteriormente, o gênero Apistobranchus foi descrito, como Orbiniidae, e ganhou o status de família no final do século XIX.

#### Filogenia
Uma característica que justifica a monofilia desse grupo é a presença de notopódios apoiados por uma acículas. Com base nas semelhanças e na confirmação por meio de análise cladística, Apistrobranchidae é tido como grupo irmão de Spionidae e Trochochaetidae.